# Проастий
Проастий (др.-греч. προάστειον) — термин, которым в Византии обозначали земли, связанные с городом в хозяйственном отношении, буквально — «пригород» или «загородный дом». Преимущественная связь проастиев с городом признаётся не всеми исследователями.
В начале VI века проастии находились как за стенами Константинополя, так и в черте города. У императора Анастасия I проастий был во Влахернах, а у его племянника Прова в Сиках. Согласно рассказу Прокопия Кесарийского в «Тайной истории» (XV.36), императрица Феодора большую часть года проводила в своих загородных проастиях, отчего её свита, лишённая удобств, испытывала жестокие страдания. В папирусах VI‒VII веков проастиями называли сельские резиденции без всякой связи с пригородами, с VIII века такое словоупотребление стало общеупотребительным. В «Трактате об обложении» X века даётся определение проастия: это надел вдали от населённого центра деревни в котором, в отличие от другого типа поселения, агридии, проживают только рабы, мистии, но не сам хозяин усадьбы. Проастием такого типа владел Григорий, автор «Жития Василия Нового» (X век), и посещал своё владение раз в год. Филарет Милостивый (VIII век) имел около 50 проастиев в Пафлагонии, возможно, на территории одной деревни, а богатая вдова Данилида владела 80 проастиями в Пелопоннесе. Начиная с X века проастий обозначает поместье, населённое париками. Проастиями владели церкви, монастыри и странноприимные дома. Их сдавали в аренду, но не более, чем на три поколения. Из приведённого в 159-й новелле Юстиниана можно заключить, что в отдельных случаях проастии представляли собой весьма сложно устроенные хозяйства.
По мнению советского византиниста М. Я. Сюзюмова, в период «Тёмных веков» сельскохозяйственное производство проастиев являлось основным поставщиком товаров в городах.